# George Devine
George Alexander Cassady Devine (20 de noviembre de 1910 – 20 de enero de 1966) fue un director teatral, profesor y actor inglés, que también trabajó para la televisión y el cine.

## Biografía
Nacido en Londres, sus padres fueron Georgios Devine, de raíces irlandesas y griegas, y Ruth Eleanor Cassady, de ascendencia irlandesa y canadiense.

### Inicios en el teatro
Mientras se encontraba en la Universidad de Oxford, Devine se interesó en el teatro, y en 1932 fue nombrado presidente de la Oxford University Dramatic Society (OUDS). Ese año invitó a John Gielgud para dirigir una producción de Romeo y Julieta que iba a protagonizar Peggy Ashcroft como Julieta y Edith Evans. La obra tuvo un gran éxito, y Devine inició una relación con Sophie Harris, diseñadora de vestuario, con la que se casó el 27 de octubre de 1939. Se instalaron en Londres, donde George se hizo actor, actuando en numerosas producciones de Gielgud. Además trabajó para los diseños de vestuario Motley. En 1936 colaboró con el distinguido director francés Michel Saint-Denis y con Glen Byam Shaw en la fundación de una escuela de dirección e interpretación que llamaron "London Theatre Studio". (Jocelyn Herbert, quien más tarde jugaría un papel importante en la vida de Devine, estudió un tiempo en dicha escuela). En 1939 Devine dirigió su primera producción teatral en Londres, una adaptación de la obra Grandes esperanzas, de Charles Dickens, protagonizada por Alec Guinness. Además, hizo el papel de Sir Toby Belch en la pieza de Shakespeare Noche de reyes, dirigida por Michel Saint-Denis.

### Segunda Guerra Mundial
George y Sophie tuvieron una hija, Harriet, nacida el 18 de septiembre de 1942, pero el actor no la conoció hasta finalizar su largo servicio militar, en la Royal Artillery, primero destinado en la India y  después en Birmania.

### Old Vic, Sadlers Wells, Stratford
De vuelta a la escena londinense, Devine volvió a colaborar con Glen Byam Shaw y Michel Saint-Denis, dirigiendo la Old Vic Theatre School y la Compañía Young Vic en 1946. En 1950 hubo grandes diferencias con la dirección del Old Vic, motivo por el cual los tres abandonaron la empresa. La compañía Young Vic cesó en sus ctividades hasta que 19 años más tarde reapareció bajo nuevas premisas y con la dirección de Frank Dunlop.
En esa época, el todavía joven George Devine era un reconocido experto teatral, solicitado por los principales teatros ingleses. Dirigió ópera en el Teatro Sadler's Wells, y pasó los veranos dirigiendo y actuando en el Teatro Royal Shakespeare de Stratford-upon-Avon; así mismo, dirigió en el Bristol Old Vic, destacando la producción en 1952 de la obra de Ben Jonson Volpone. En este período también trabajó en diversos filmes.

### Colaboración con Tony Richardson
Tony Richardson era un joven director recién salido de la Universidad de Oxford cuando seleccionó a Devine para hacer una adaptación televisiva de una obra de Antón Chéjov. Richardson y Devine tenían casi idénticas ideas acerca del teatro inglés, y de cómo debía revivirse. Finalmente Richardson se hizo inquilino en la casa del matrimonio Devine a orillas del Támesis, algo que también hizo el sociólogo estadounidense George Goetschius. Entre los tres hombres planificaron lo que más adelante sería la English Stage Company.

### Vida personal
Devine era un hombre volcado en el trabajo, y a causa de ello sufrió dos crisis nerviosas.
También era un enamorado de Francia y del modo de vida francés, y hablaba su idioma con fluidez, hasta el punto de que en sus viajes a veces era confundido como un nativo.
En los primeros años cincuenta Harriet descubrió cartas de amor escritas a su padre por su vecina  y exestudiante Jocelyn Herbert, casada en esa época con Anthony Lousada. Unos pocos años después de la constitución de la English Stage Company, Devine y Herbert se trasladaron a los Rossetti Studios en Flood Street, abandonando a sus familias. Jocelyn trabajó en el teatro como diseñadora, y su primer diseño fue para la producción de la obra de Eugène Ionesco Las sillas, interpretada por Devine y Joan Plowright. La pareja no llegó nunca a casarse.

### La English Stage Company
La forma de teatro que Devine, Richardson y Goetschius soñaban era diferente a la del teatro orientado a la clase alta inglesa. En enero de 1956 pusieron un anuncio en el diario teatral The Stage solicitando guiones, recibiendo 750. La compañía estrenó su primera producción en el Royal Court Theatre en Sloane Square, la obra de Angus Wilson The Mulberry Bush.
Desafortunadamente, los 750 guiones eran casi todos muy malos. Las primeras tres producciones fueron un fracaso y el futuro de la English Stage Company estaba en el aire cuando llegó la obra Look Back in Anger, escrita por John Osborne. Gracias a las buenas críticas escritas por Kenneth Tynan y Harold Hobson, Look Back in Anger fue la revolución que la compañía buscaba.
La English Stage Company llegó a ser, además de un teatro de escritores, un teatro de directores. Algunos de los escritores que participaron con la compañía fueron Arnold Wesker, Ann Jellicoe, Donald Howarth, Keith Johnstone y Alan Sillitoe. Entre sus directores destacan Anthony Page, Edward Bond, Lindsay Anderson, William Gaskill, Peter Gill y John Dexter.
Varias obras más de John Osborne fueron representadas en el Royal Court. George Devine estaba actuando en una, el drama A Patriot for Me, cuando sufrió su segundo infarto agudo de miocardio Poco después fallecía, contando en el momento de su muerte 56 años de edad.